# Orthophytum alvimii
Orthophytum alvimii är en gräsväxtart som beskrevs av Wilhelm Weber. Orthophytum alvimii ingår i släktet Orthophytum och familjen Bromeliaceae. Inga underarter finns listade i Catalogue of Life.